# Pohár národů IFA7 2025
Pohár národů IFA7 2025 byl 3. ročníkem Poháru národů IFA7 a konal se ve Španělsku ve městě Benejúzar v období od 20. do 23. února 2025. Účastnily se ho 4 týmy, které hrály v jedné skupině systémem každý s každým. První dva celky odehrály finále, týmy na třetím a čtvrtém místě čekal zápas o bronz. Vyřazovací fáze zahrnovala 2 zápasy. Původně se měl turnaj konat od 27. listopadu do 1. prosince 2024, poté byl termín přeložen na 13. až 16. února 2025. Nakonec byl turnaj přeložen potřetí a to na 20. až 23. února 2025. Původně se měl turnaje také zúčastnit výběr Jihoafrické republiky. Ve finále zvítězili reprezentanti Mexika, kteří porazili výběr Paraguaye 4:3 na penalty.

## Stadion
Mistrovství se odehrálo na jednom stadionu v jednom hostitelském městě: Alicante Stadium (Benejúzar).

## Skupinová fáze
| Tým postupuje do finále            |
| Tým postupuje do zápasu o 3. místo |
| Vítěz zápasu je tučně zvýrazněn    |

Čas každého zápasu je uveden v lokálním čase.
| Tým       | Z | V | R | P | VG | IG | +/− | B |
| --------- | - | - | - | - | -- | -- | --- | - |
| Mexiko    | 3 | 2 | 1 | 0 | 20 | 7  | +13 | 7 |
| Paraguay  | 3 | 1 | 2 | 0 | 11 | 7  | +4  | 5 |
| Španělsko | 3 | 1 | 0 | 2 | 14 | 13 | +1  | 3 |
| Ukrajina  | 3 | 0 | 1 | 2 | 4  | 22 | −18 | 1 |

| 20. února 2025 20:00               |       |                                        |                             |
| Paraguay                           | 2 : 2 | Ukrajina                               | Alicante Stadium, Benejúzar |
| Richard Marin 8' Matias Valdéz 53' |       | Bogdan Chyrca 40' Daniil Usherov 60+1' | Alicante Stadium, Benejúzar |

|                               |       | Penaltový rozstřel                                 |  |
| Willian Saucedo Victor Pintos | 1 : 0 | Yevhenii Levediev Vladyslav Benediuk Bogdan Chyrca |  |

| 20. února 2025 22:00                                        |       |                                                             |                             |
| Španělsko                                                   | 4 : 5 | Mexiko                                                      | Alicante Stadium, Benejúzar |
| Oussama Lamherig 20' Mario Lozano 31' Juan Rosique 42', 48' |       | Alexis Avado 13', 40' Kevin Mena 33', 40' Carlos Moreno 58' | Alicante Stadium, Benejúzar |

| 21. února 2025 20:00                                    |                  |                                         |                             |
| Paraguay                                                | 3 : 3 0 : 1 pen. | Mexiko                                  | Alicante Stadium, Benejúzar |
| Willian Saucedo 5' Matias Valdéz 15' Israel Desvars 31' |                  | Alexis Avado 10' Daniel Lopez 45' ? 59' | Alicante Stadium, Benejúzar |

| 21. února 2025 22:00                                                                                  |       |                                        |                             |
| Španělsko                                                                                             | 8 : 2 | Ukrajina                               | Alicante Stadium, Benejúzar |
| Mario Lozano 6' Juan Gonzalez 8', 52', 52' Oussama Lamherig 15', 57' Juan Rosique 22' Aaron Macia 53' |       | Yurii Sukhomlyn 10' Daniil Usherov 54' | Alicante Stadium, Benejúzar |

| 22. února 2025 18:00 |        |          |                             |
| Mexiko | 12 : 0 | Ukrajina | Alicante Stadium, Benejúzar |
| Daniel Lopez 1', 3', 13', 38', 40' Danny Meza 9' Mykola Barkov 15' (vl.) Eduardo Salcedo 25' ? 32' Mario Rojas 45' Alexis Avado 56' Cesar Cruz 60' (pen.) |        |          | Alicante Stadium, Benejúzar |

| 22. února 2025 20:00    |       |                                                                     |                             |
| Španělsko               | 2 : 6 | Paraguay                                                            | Alicante Stadium, Benejúzar |
| Juan Rosique 13', 30+2' |       | Diego Lopez 9', 14', 46', 60' Israel Desvars 57' Andres Núñez 60+2' | Alicante Stadium, Benejúzar |

#### O 3. místo
| 23. února 2025 18:00                                                       |       |                                              |                             |
| Španělsko                                                                  | 5 : 2 | Ukrajina                                     | Alicante Stadium, Benejúzar |
| Juan Gonzalez 23' (pen.), 29', 60' Carlos Morales 28' Sammir Khourissi 43' |       | Yevhenii Levediev 22' Vladyslav Benediuk 35' | Alicante Stadium, Benejúzar |

#### Finále
| 23. února 2025 20:00                        |       |                                          |                             |
| Mexiko                                      | 3 : 3 | Paraguay                                 | Alicante Stadium, Benejúzar |
| Daniel Lopez 20', 57' Eder Aquino 43' (vl.) |       | Andres Núñez 40' Israel Desvars 51', 59' | Alicante Stadium, Benejúzar |

|                            |       | Penaltový rozstřel        |  |
| Daniel Lopez Carlos Moreno | 2 : 0 | Victor Pintos Diego Lopez |  |